# Pere Rovira i Planas (escriptor)
|  | No s'ha de confondre amb Pere Rovira i Planas (modista). |

Pere Rovira i Planas (Vila-seca de Solcina, 16 de juliol de 1947) és un poeta, novel·lista, assagista i traductor català. Doctorat en filologia, és professor emèrit de la Universitat de Lleida, on ha treballat durant més de trenta anys impartint assignatures de poesia moderna. Darrerament, hi dirigeix l'Aula de Poesia i la col·lecció «Versos». També col·labora en el Màster de Creació Literària de la Universitat Pompeu Fabra de Barcelona. Viu a Alpicat, al Segrià. La seva obra ha estat traduïda al castellà, a l'anglès, al gallec, al francès i al rus.

## Obra

### Novel·la
- L'amor boig. Barcelona: Proa, Premi Ciutat de Barcelona, 2007[1]
- Les guerres del pare. Barcelona: Proa, 2013

### Proses íntimes
- Diari sense dies. 1998-2003. Proa, 2005
- La finestra de Vermeer. 2013. Proa, 2016[2]
- Música i pols. 2017. Barcelona: Proa, 2019[3]

### Poesia
- La segona persona. Tarragona: Epsilon, 1979
- Distàncies. València: Eliseu Climent, Premi Vicent Andrés Estellés, 1981
- Cartes marcades. Barcelona, Península-Edicions 62, 1988
- Cuestión de palabras. Granada, El Maillot Amarillo, 1995. Antologia bilingüe català/castellà.
- La vida en plural. Columna, 1996
- La mar de dins. Barcelona: Proa, Premi Carles Riba, 2003
- Poesia 1979-2004. Barcelona: Proa, 2006
- Entre nosaltres. Lleida: Alfazeta, 2010
- Contra la mort. Barcelona: Proa, 2011
- Poesía (1979-2004). Barcelona: DVD, 2011
- En família. Juancaballos, 2020
- El joc de Venus. Barcelona: Proa, 2021[4][5]
- Avui és sempre: poemes escollits: Proa, 2022. Antologia.[6]

### Assaig
- Los poemas necesarios. Estudios y notas sobre la poesía del medio siglo. Palma: Universitat de les Illes Balears, 1996
- Cuando siento no escribo. València: Pre-Textos, 1998. Assaig sobre la poesia de Gustavo Adolfo Bécquer.
- El sentido figurado. Lleida: Pagès, 1999
- La poesía de Jaime Gil de Biedma. Granada: Atrio, 2005

### Traducció
- Charles Baudelaire, su vida y su obra. València, Pre-Textos, 2004. Traducció de l'obra de Charles Asselinau.
- Vint-i-cinc flors del mal de Charles Baudelaire. Lleida: Aula de Poesia, Universitat de Lleida, 2008[7]
- Les roses de Ronsard. Barcelona: Proa, 2009. Traducció de la poesia de Pierre de Ronsard.
- Jardí francès: de Villon a Rimbaud. Pagès, 2016[8]
- El meu cor despullat. Escrits íntims i correspondència. Proa, 2018[9]
- Les flors del mal. Edicions 62, 2021[10][11]

### Discografia
- Paraula de jazz. Lleida, Satchmo Records, 1999. Espectacle ideat pel productor Josep Ramon Jové amb els músics Perico Sambeat, David Mengual, Xavier Monge i Rai Ferrer, i els poetes Joan Margarit i Pere Rovira.[12][13]
- Open Secrets. Lleida, Quadrant Records, 2011. Amb Frank Harrison Trio, la cantant escocesa Alyth McCormack i els poetes Meritxell Nus, Richard Douglas i Pere Rovira.

## Premis
- Premi Vicent Andrés Estellés, 1980: Distàncies
- Jocs Florals de Barcelona, 1985: Amb el temps
- Jocs Florals de Barcelona, 1988: Alba i ressaca
- Premi Carles Riba 2002: La mar de dins
- Premi Ciutat de Barcelona de narrativa 2008: L'amor boig